# La Pierre qui marche
 (octobre 2023).
Si vous disposez d'ouvrages ou d'articles de référence ou si vous connaissez des sites web de qualité traitant du thème abordé ici, merci de compléter l'article en donnant les références utiles à sa vérifiabilité et en les liant à la section « Notes et références ».
La Pierre qui marche (Rakkety Tam) est le dix-septième tome de la série de romans de fantasy animalière Rougemuraille de Brian Jacques. Il a été publié en 2004.